# 더 롱기스트 라이드
《더 롱기스트 라이드》(영어: The Longest Ride)는 2015년 공개된 미국의 로맨틱 드라마 영화로, 니컬러스 스파크스의 2013년 동명 소설을 원작으로 한다.

## 출연

### 주연
- 브릿 로버트슨
- 스콧 이스트우드
- 잭 휴스턴

### 조연
- 우나 채플린
- 멜리사 베노이스트
- 알란 알다
- 로리타 다비도비치
- 피터 주러식
- 앰버 채니
- 브렛 에드워즈
- 마크 제프리 밀러
- 에이미 패리시
- 헤일리 로빗
- 헌터 버크
- 엘레아 오버론

## 기타
- 원작자: 니콜라스 스파크스
- 세트: 척 포터
- 의상: 마리 클레어 한난